# フィシプナ・トゥイアキ
フィシプナ・トゥイアキ（Fisipuna Tuiaki、1995年1月23日 - ）は、ジャパンラグビーリーグワン狭山セコムラガッツに所属するラグビー選手。

## プロフィール
- トンガ出身[1]。
- ポジションはセンター(CTB)。
- 身長 188 cm、体重 107 kg
- ニックネームはプナ。
- 7人制日本代表に選ばれ、Cap2（2019年12月、2020年1月）[2][3][4]。

## 略歴
2014年、日本航空石川卒業後、天理大学に入る。なお日本航空石川時代、主将を務めたことがある。
2018年、天理大学卒業後、セコムラガッツ(現・狭山セコムラガッツ)に加入。同年9月9日にトップイーストリーグ秋田ノーザンブレッツ戦に先発出場で公式戦初出場を果たす。
2021年、東京五輪の7人制日本代表バックアップメンバーに選ばれた。
2022年、三菱重工相模原ダイナボアーズに加入。
2024年、セコムラガッツに復帰。